# Game Night
"Game Night" es el episodio #15 de la primera temporada de How I Met Your Mother. Se transmitió el 27 de febrero de 2006.

## Trama
Marshall, Lily, Ted, Robin y Barney tienen una noche de juegos, Marshall siempre gana, no importa cuál juego sea, así que los otros deciden que él debería siempre llevar a cabo las noches de juegos. Marshall decide crear su propio juego, "Marshgammon", que pocas personas entienden (aunque un jugador debe beber sí preguntan "¿Qué?"). Ted planea traer a Victoria, y le cuenta a Marshall, Lily y Barney que no la asusten; todos lo prometen, pero terminan apenas tratando. En la noche, Marshall utiliza las preguntas del juego para descubrir más sobre Victoria, mientras que Lily revela que alguien le dio una cinta de vídeo para darle a Barney, y una vez que Barney descubre de quién es, entra en pánico, destruyendo una cinta de la graduación de Ted antes que Lily revela que ha escondido la cinta real. La miran, y encuentran a un hippie con pelo largo, Barney, cantando y tocando un piano mientras llora. Barney saca la cinta y se va, y nadie lo puede encontrar. 
Barney se encuentra con sus amigos en el bar, y sólo cuenta la historia una vez que todos están de acuerdo en contar sus historias embarazosas. Marshall confiesa que él fue visto en el inodoro de la clase de Lily, Lily cuenta la historia de como la madre de Marshall una vez escuchó a la pareja teniendo sexo por el teléfono, Victoria cuenta una historia que involucra salsa de malvaviscos que es "muy inapropiada" de contar, y Ted confiesa que en la noche que le dijo a Robin que la amaba, él "regresó" a su apartamento para intentar besarla, pero estaba tan borracho que vomitó en la alfombra de su puerta y huyó. Barney luego revela que una vez trabajó en una cafetería con su novia Shannon. Habían planeado ir a Nicaragua con el Cuerpo de Paz, pero Shannon no quiso luego, diciendo que su padre no quería que ella fuera. Barney regresa, y descubre que había estado saliendo con un hombre llamado Greg. Barney hizo el vídeo y se lo envió a Shannon, pero fue humillado por Greg, y dejó la cafetería devastado. Barney luego cambió su apariencia y su estilo de vida, cortándose el cabello y vistiendo trajes. Finalmente, reveló que después que dejó el apartamento de Ted y Marshall, cinta de video en mano fue a visitar a Shannon, y habló con ella. Descubrió que Greg la dejó y ahora tiene un hijo, y que su vida había cambiado. Luego, Barney tuvo sexo con ella, lo que "capturó" en el teléfono como prueba. Por último declaró que su vida actual "es de lo mejor" porque tiene dinero, trajes, y muchas aventuras en una noche y no tiene un niño para cuidar.

## Música
- "Off the Record" by My Morning Jacket